# Maura Ajak
Maura Metbeni Paul Ajak (nascida em 1989) é uma jornalista investigativa, radialista e cinegrafista sul-sudanesa.
Ela começou a trabalhar como jornalista em 2014, quando ingressou na Catholic Radio Network. Nascida e criada no Sudão do Sul, um país em recuperação de anos de destruição causada por guerras civis e classificado na 144º posição entre 180 países no Índice Mundial de Liberdade de Imprensa (ref:2018), Ajak é internacionalmente conhecida pelas suas corajosas reportagens investigativas freelance que revelam violações dos direitos humanos, corrupção e os impactos ambientais das alterações climáticas e das condutas das companhias petrolíferas no país, onde pessoas comuns chegam a beber água misturada com petróleo. Em maio de 2017, o seu empregador, a Catholic Radio Network, ganhou um prémio anti-corrupção e a Ajak recebeu um certificado de reconhecimento no evento como uma das duas melhores jornalistas a representar o governo do Sudão do Sul.
Em setembro de 2018, vários soldados pertencentes ao Exército de Libertação do Povo do Sudão (SPLA) foram condenados por estupro e homicídio por um tribunal militar do país, após Ajak tê-los denunciado. O tribunal ordenou ao governo do Sudão do Sul que pagasse a cada uma das vítimas de violência  sexual — algumas das quais tinham apenas 11 anos de idade — uma quantia de 4.000 dólares.

## Liderança e Funções
- Em novembro de 2023, foi eleita presidente do capítulo do Sudão do Sul da organização Women in News.
- Em junho de 2023, foi nomeada Embaixadora da Paz para a África Oriental pelo Centro IGAD para a Prevenção e Combate ao Extremismo Violento (ICEPCVE).